# Ходже-Даре
Ходже-Даре (перс. خجه دره) — село в Ірані, у дегестані Їлакі-є-Арде, у бахші Паре-Сар, шагрестані Резваншагр остану Ґілян. За даними перепису 2006 року, його населення становило 138 осіб, що проживали у складі 27 сімей.

## Клімат
Середня річна температура становить 12,50°C, середня максимальна – 26,78°C, а середня мінімальна – -1,84°C. Середня річна кількість опадів – 533 мм.
| Клімат поселення                              | Клімат поселення | Клімат поселення | Клімат поселення | Клімат поселення | Клімат поселення | Клімат поселення | Клімат поселення | Клімат поселення | Клімат поселення | Клімат поселення | Клімат поселення | Клімат поселення | Клімат поселення |
| Показник                                      | Січ.             | Лют.             | Бер.             | Квіт.            | Трав.            | Черв.            | Лип.             | Серп.            | Вер.             | Жовт.            | Лист.            | Груд.            |                  |
| Середній максимум, °C                         | 10,42            | 9,25             | 10,68            | 15,19            | 20,10            | 24,87            | 26,78            | 26,46            | 21,91            | 18,70            | 13,67            | 10,48            |                  |
| Середня температура, °C                       | 4,86             | 3,71             | 5,12             | 9,65             | 14,55            | 19,32            | 22,57            | 22,25            | 17,70            | 14,48            | 9,46             | 6,26             |                  |
| Середній мінімум, °C                          | −0,66            | −1,84            | −0,42            | 4,10             | 9,02             | 13,78            | 18,36            | 18,04            | 13,49            | 10,27            | 5,26             | 2,05             |                  |
| Норма опадів, мм                              | 44               | 40               | 60               | 59               | 43               | 22               | 12               | 20               | 45               | 70               | 55               | 63               |                  |
| Середньомісячна швидкість вітру, м/с          | 2.13             | 2.43             | 2.49             | 2.54             | 2.20             | 2.13             | 2.49             | 2.26             | 1.90             | 2.02             | 2.00             | 1.93             |                  |
| Середньомісячна сонячна радіація, кДж/м²·день | 7113             | 9526             | 11667            | 15977            | 19756            | 22510            | 23549            | 19932            | 16381            | 11349            | 8669             | 6762             |                  |
| --------------------------------------------- | ---------------- | ---------------- | ---------------- | ---------------- | ---------------- | ---------------- | ---------------- | ---------------- | ---------------- | ---------------- | ---------------- | ---------------- | ---------------- |
| Джерело:                                      |                  |                  |                  |                  |                  |                  |                  |                  |                  |                  |                  |                  |                  |